# فرط تيروزين الدم

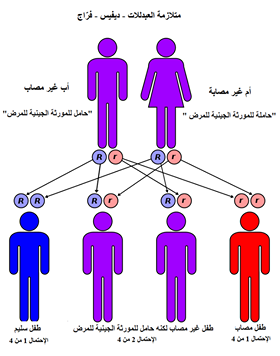
الطريقة الوراثية لانتقال فرط تيروزين الدم

فَرْطُ تيروسينِ الدَّم (بالإنجليزية: Tyrosinemia)‏ هوَ مَرض أَيضي وِراثي يَتميز بارتفاع مستوى التيروسين في بلازما الدَم، يتم تناقله بين الأجيال عن طريق النمط الجنسي المُتنحي الوراثي، غالباً ما يُتوفى المَريض نتيجة الإِصابة بالفَشل الكَلوي، والطَريقة الأمثل للعِلاج هي تَقليل نسبة التَيروزين والفينيل ألانين في الوجبات الغذائية.

## الأنواع
1. النّوع الكَبِدِي الكَلوي:[2] أو ما يُعرف بـِ«فرط تيروزين الدم I»، حيث يَحصل هذا النّوع نتيجة نَقص إنزيم فيوميرل آسيتوأستيت هيدرولاز (Fumaryl acetoacetate hydrolase).
2. النّوع العَيني الجِلدي:[3] أو ما يُعرف بـِ«فرط تيروزين الدم II»، حيث يَحصل هذا النّوع نتيجة نَقص الإنزيم الكبدي التيروزيني الناقِل للأمين (Hepatic tyrosine transaminase).
3. فَرط تيروزين الدم الوَليدي:[4] حيث يَحصل هذا النّوع نتيجة عيب في إنزيم فينيل هيدروكسي بيروفات هيدروكسيلاز (Hydroxy phenyl pyruvate hydroxylase).

## المَصادر
1. Medical Biochemistry , Alexandria University ,Faculty of Medicine ,Tyrosine Page.203
2. جَميع التَرجمات المُرفقة تمت ترجمتها بواسطة المعجم الطبي، الإصدار الثاني.